# 卡菲氏高原鰍
卡菲氏高原鰍（學名：Triplophysa kafirnigani）為輻鰭魚綱鯉形目條鰍科高原鰍屬的其中一種。分布於亞洲哈薩克及烏茲別克的錫爾河流域，棲息在溪流底層水域，生活習性不明。

## 扩展阅读
維基物種上的相關：卡菲氏高原鰍